# 전자 저널
전자 저널은 간단하게 설명하자면 전자화 된 저널으로, 일반적으로는 정보를 전달하는 매체의 일종으로써 신문, 잡지 등의 인터넷상에서 열람할 수 있는 정기적 간행물과 학술지 등을 아울러 이르는 말이다. 전자 저널은 전문(Full Text)을 포함한 글이 전자화 된 형태로 네트워크를 통해 전달되는 형태를 띠며 최신성, 검색기능, 이용시간, 접근공간의 무제한성, 반영구적 저장, 활용성 등의 특징을 지니고 있다.

## 같이 보기
- 정보 매체
- 전자 신문
- 학술지
- 정기간행물
- 잡지
- 저널